# Kurykiumał
Kurykiumał (ros. Курыкюмал) – wieś (dieriewnia) w Rosji, w Republice Mari El, w rejonie morkińskim. W 2010 liczyła 127 mieszkańców.